# Portada/article març 12

## Abraham Lincoln
Abraham Lincoln (Kentucky, 1809 – Washington DC, 1865) fou el 16è president dels Estats Units d'Amèrica durant el període 1861-1865 i el primer a ser-ne del Partit Republicà dels Estats Units.
Lincoln es va oposar fermament a l'expansió de l'esclavitud als territoris nord-americans, i la seva victòria a les eleccions presidencials de 1860 va dividir la nació. Abans de la seva presa de possessió, set estats havien proclamat la seva secessió de la federació dels Estats Units, formant els Estats Confederats d'Amèrica: aquests esdeveniments van provocar la Guerra Civil dels Estats Units. Lincoln va ser un hàbil polític i un líder en la guerra; va assolir la victòria de les forces de la Unió sobre les de la Confederació, va proclamar la llibertat dels esclaus als estats confederats i es va comprometre a establir la pau i a reconstruir el país. Només sis dies després de la rendició del General Lee va ser assassinat.